# Invasione del Golfo di Lingayen
L'invasione del Golfo di Lingayen (in filippino, Paglusob sa Golpo ng Lingayen) fu uno sbarco anfibio operato dagli Alleati sull'isola di Luzon, nelle Filippine, durante la seconda guerra mondiale, nell'ambito della campagna delle Filippine. Nelle prime ore del mattino del 6 gennaio 1945, un'ampia forza alleata comandata dall'ammiraglio Jesse Oldendorf giunse all'imboccatura del golfo, di fronte a Lingayen, sulla costa occidentale di Luzon. Le navi da guerra della Marina statunitense e della Marina australiana bombardarono le postazioni giapponesi lungo la costa per tre giorni. Il 9 gennaio, l'S-Day, la 6ª Armata degli Stati Uniti sbarcò su un'area di 40 km tra Lingayen e San Fabian.

## Occupazione giapponese di Luzon

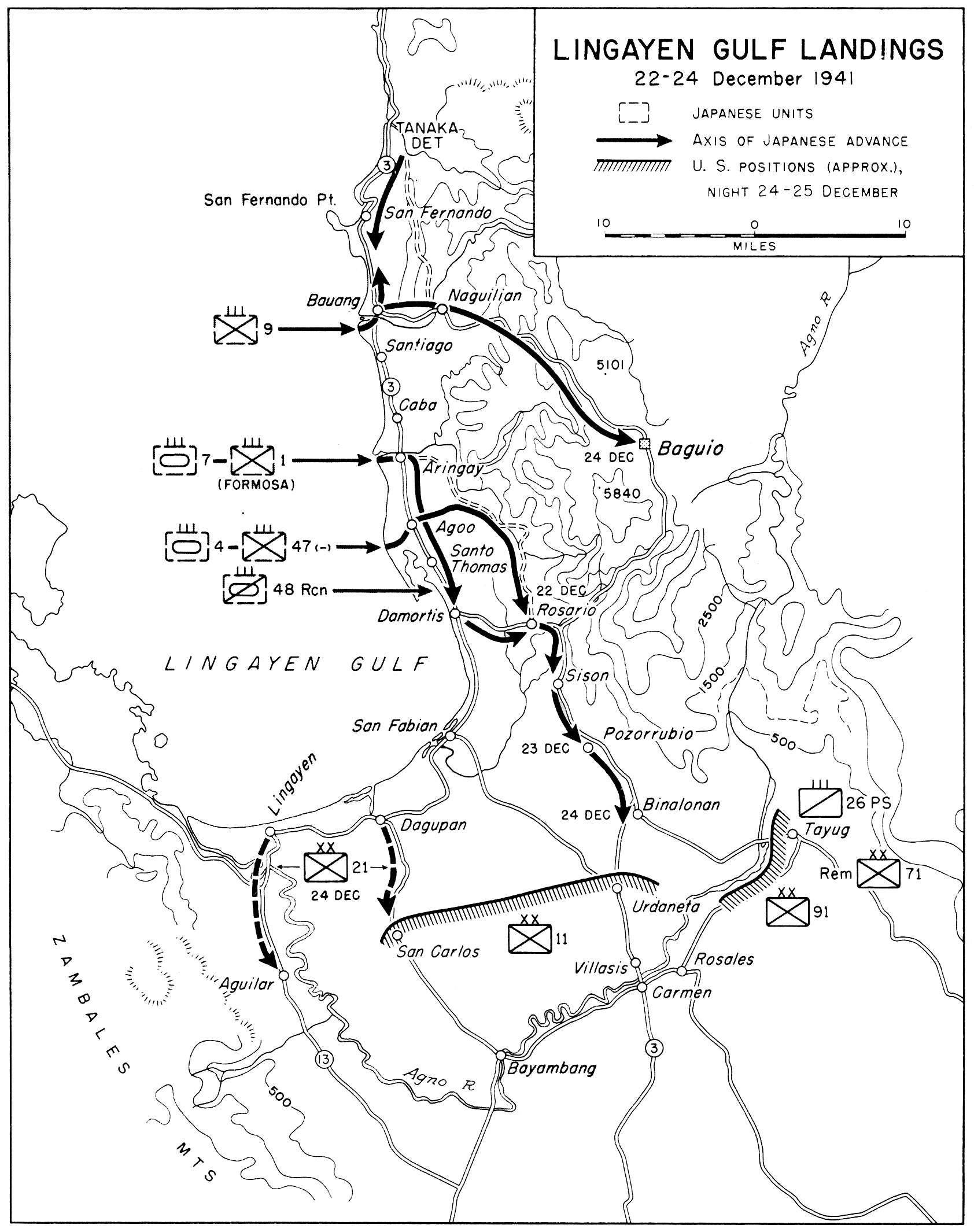
Sbarco giapponese nel golfo di Lingayen, 22 dicembre 1941

Durante la seconda guerra mondiale, il golfo di Lingayen si rivelò un'importante area strategica sia per le forze statunitensi che per quelle giapponesi. Il 22 dicembre 1941, la 14ª Armata dell'Esercito Imperiale giapponese, al comando del tenente generale Masaharu Honma, sbarcò nella parte orientale del golfo, occupando le municipalità di Agoo, Caba, Bauang e San Juan. I soldati di Honma incontrarono scarsa resistenza e, dopo alcune piccole schermaglie con i male equipaggiati soldati statunitensi e filippini a difesa dell'isola in inferiorità numerica, i giapponesi riuscirono a prendere il controllo del golfo. Dopo la sconfitta, il generale Douglas MacArthur ordinò alle truppe di lasciare Luzon e di ritirarsi nella penisola di Bataan, all'estremo sud dell'isola. A seguito della sconfitta nella battaglia omonima, i prigionieri di guerra filippini e statunitensi furono costretti a compiere una cosiddetta marcia della morte.
Dopo aver tentato di stabilire un governo alleato indipendente con l'appoggio delle truppe statunitensi agli ordini del generale MacArthur nell'isola di Corregidor, gli Alleati furono costretti dai giapponesi alla resa dopo la conseguente battaglia, il 6 maggio 1942. Già l'11 marzo, un riluttante MacArthur, la sua famiglia e il suo staff avevano abbandonato le Filippine, come era stato ordinato loro da Washington. Per i successivi tre anni la zona del golfo di Lingayen rimase in mano alle forze giapponesi.

## Avvenimenti

### Il bombardamento

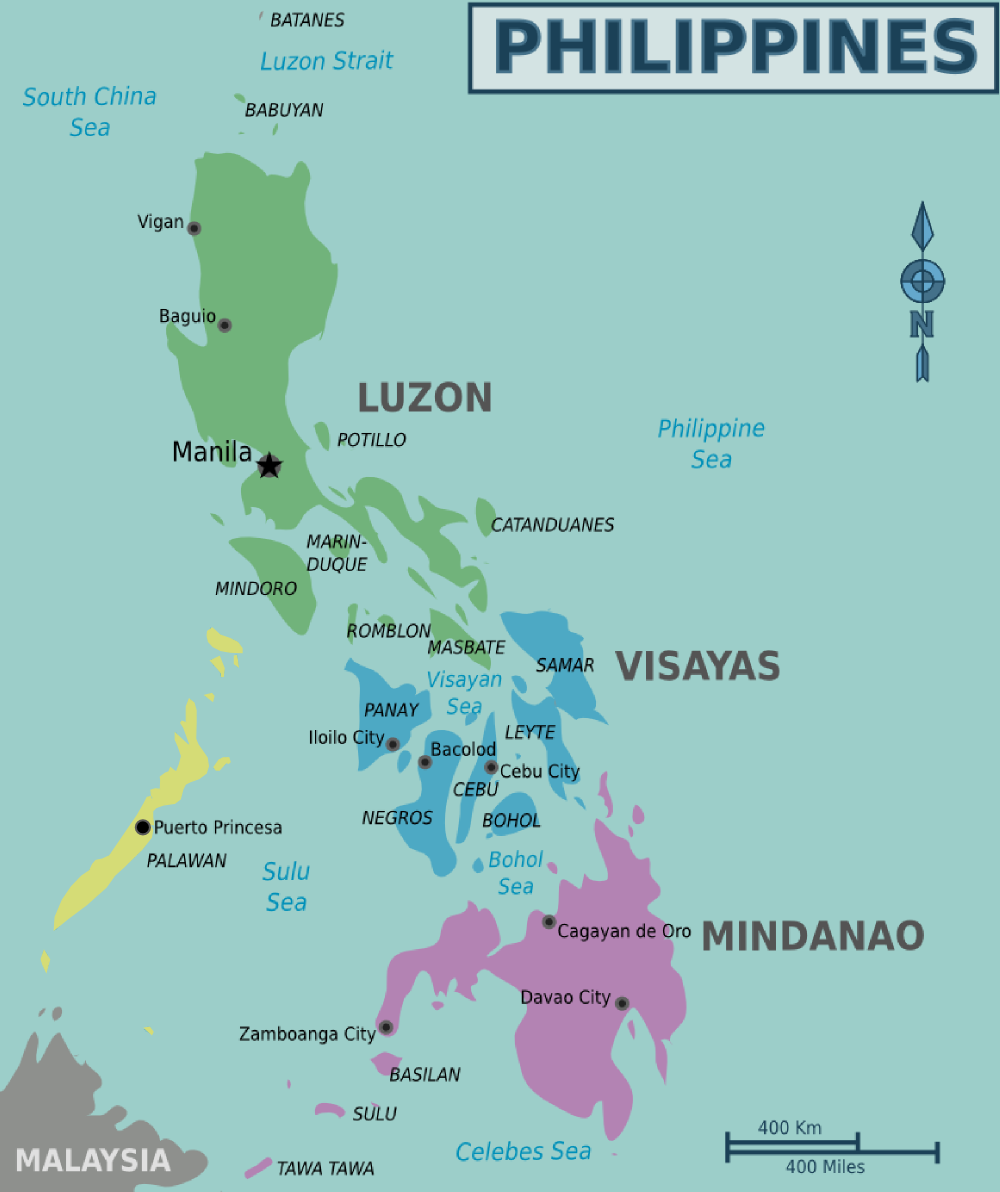
L'arcipelago delle Filippine

Dal 3 al 9 gennaio 1945, la forza d'invasione dell'ammiraglio Oldendorf percorse una lunga rotta circolare, passando accanto alla già liberata isola di Leyte, nelle Filippine sudorientali, per virare poi verso occidente, a sud delle Visayas meridionali attraverso lo stretto di Suriago e il Mare di Bohol. La flotta virò poi verso nord e seguì la costa occidentale delle isole di Negros, Panay e Mindoro. Infine si diresse verso il golfo di Lingayen nell'isola di Luzon, a est di Bagaio. Nel golfo, i dragamine ripulirono due "canali" in direzione nord-sud, uno per l'area di sbarco più a ovest, vicino a Lingayen, l'altro per l'area più a est, verso San Fabian. La stretta "base" del golfo dalla vaga forma rettangolare forniva un'altrettanto stretta area di sbarco, 35-45 km, da cui però le forze statunitensi sarebbero state ad appena 150 km dalla capitale Manila.
A mezzogiorno del 6 gennaio 1945, dal golfo ebbe inizio un pesante bombardamento aeronavale sulle ipotetiche posizioni difensive giapponesi a Lingayen. In seguito, le stime sulla resistenza lungo la costa e nell'entroterra dell'area di sbarco si dimostrarono inaccurate e buona parte del bombardamento si rivelò non necessario.

#### Lo sminamento
Furono intraprese demolizioni degli ostacoli in acqua, in prossimità dei siti designati e nei luoghi stessi dello sbarco, da parte delle Squadre Sottomarine di Demolizione (Underwater Demolition Teams), ma queste non trovarono alcuno ostacolo sulle spiagge, incontrando solamente una mina e sporadiche forze giapponesi. Il tenente comandante W. R. Loud, a capo delle squadre di sminamento, affermò di aver trovato altre dieci mine nelle operazioni effettuate fino alla sera del 7 gennaio, evidenziando una possibile sovrastima della resistenza giapponese stimata dall'intelligence alleata e dalla resistenza filippina. Sempre il 7 gennaio, furono trovate due mine galleggianti, nessuna delle quali fissata al fondale. Furono ritrovate quindi circa 10-12 mine, un numero molto ridotto per un'area in cui ci si poteva attendere uno sbarco anfibio, soprattutto se confrontato con il gran numero di mine ritrovate al largo delle spiagge di Iwo Jima, mesi prima. Mentre venivano ripuliti dalle mine i due canali, furono posizionate delle boe per delimitarne i "canali" che le imbarcazioni potevano attraversare per raggiungere la costa in sicurezza.
Gli sminatori operarono con efficienza e coraggio considerando che erano costantemente obiettivi di attacchi aerei, diversi dei quali causarono danni o affondarono le loro imbarcazioni. Il loro compito fu portato a termine tra il 6 e l'8 gennaio, sotto frequenti attacchi e con il maltempo, incluse onde alte nell'area orientale del golfo il 7 gennaio. Le navi statunitensi furono oggetto di attacchi kamikaze per tutto il viaggio, dal 2 gennaio fino al 13 gennaio, con maggior forza il giorno 7. Tra il 6 e l'8 gennaio gli aerei delle portaerei di scorta statunitensi eseguirono dalle 250 alle 300 missioni, mitragliando e bombardando gli obiettivi sulle spiagge, ma anche per colpire aerei giapponesi, inclusi i kamikaze, molti dei quali però sfuggirono agli attacchi statunitensi. Sempre il 7 gennaio, venne lanciato un attacco aereo su Luzon da parte degli aviatori dell'ammiraglio Halsey, in risposta ad una urgente richiesta da parte dell'ammiraglio Kinkaid e del generale MacArthur. Gli equipaggi aerei, una volta fatto ritorno alle portaerei, affermarono di aver distrutto almeno 75 aerei a terra. L'8 gennaio, gli statunitensi avvistarono nella città di Lingayen, come conseguenza del bombardamento pre-sbarco, un corteo di cittadini filippini con tanto di bandiere degli Stati Uniti e delle Filippine, decidendo di concentrare il fuoco dei bombardamenti altrove per non colpire i civili.

### Lo sbarco e gli scontri a terra

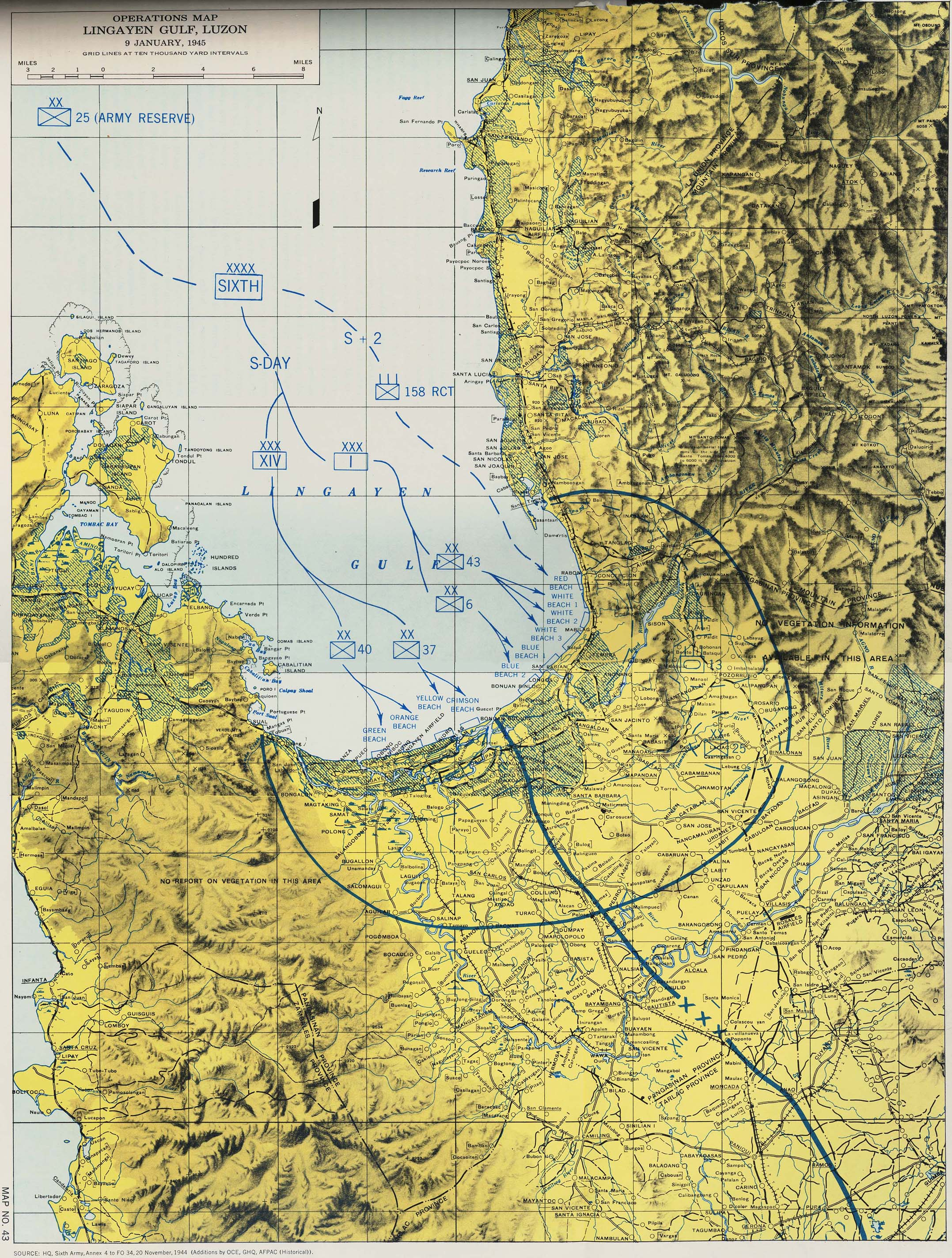
Aree dello sbarco delle forze d'assalto al golfo di Lingayen, obiettivi principali da ovest a est: Port Saul, l'aeroporto di Lingayen, San Fabian; il XIV Corpo d'Armata sbarcò a ovest, il I Corpo a est

Alle 9:30 del 9 gennaio 1945, circa 68 000 uomini, al comando del generale Walter Krueger, della 6ª Armata statunitense, sbarcarono sulle spiagge del golfo di Lingayen, senza incontrare alcuna opposizione. Nei giorni successivi continuarono gli sbarchi, fino ad un totale di 200 000 soldati, che andarono a formare una testa di ponte che si estendeva per 30 km, dalle città di Sual e San Fabian a est, alla base della penisola di Bolianu e obiettivo del I Corpo d'Armata, passando per Dagupan, al centro del golfo e obiettivo del XIV Corpo d'Armata, fino a raggiungere Lingayen all'estremo ovest della testa di ponte. Il numero di uomini agli ordini di Douglas MacArthur, in totale circa 280 000, arrivò a superare il totale di quelli mai avuti a disposizione del generale Dwight D. Eisenhower sul fronte europeo per una singola operazione.

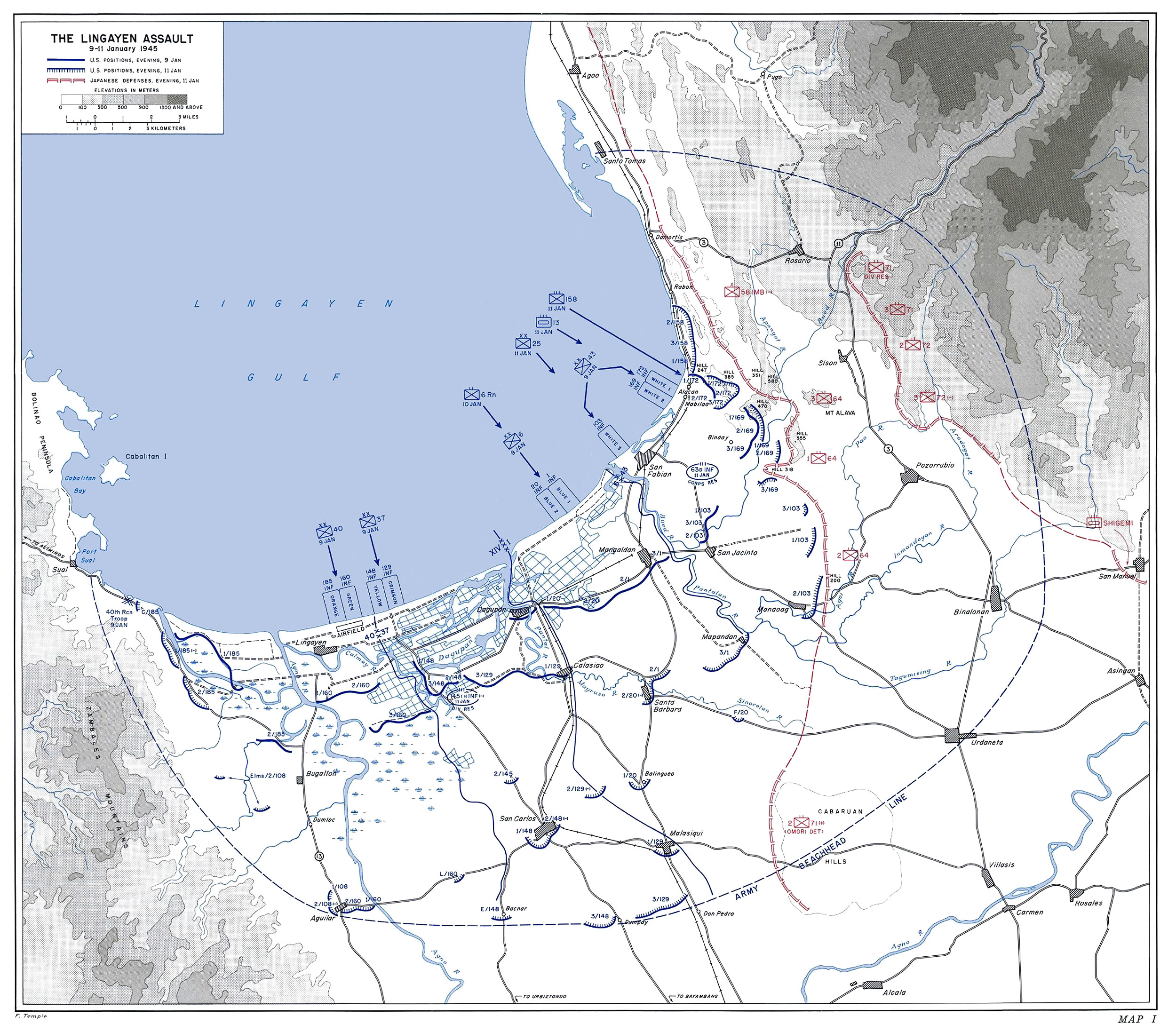
Piani dello sbarco nel golfo di Lingayen, 9-11 gennaio 1945

Durante il viaggio, la Task Force 78, comandata dal viceammiraglio Daniel E. Barbey e il cui obiettivo era San Fabian, si trovava a tre giorni di navigazione dietro i convogli dell'ammiraglio Oldendorf. Nello stesso periodo, la Task Force 79, agli ordini del viceammiraglio Theodore Wilkinson e con obiettivo l'area di Lingayen, si trovava alla medesima distanza da Oldendorf. Una volta sbarcati, i soldati sulle spiagge di Luzon sarebbero stati molti più di quelli impiegati il primo giorno dello sbarco in Normandia. Nel giro di pochi giorni, le truppe statunitensi catturarono senza difficoltà i centri abitati costieri, mettendo in sicurezza oltre 32 km di spiagge e penetrando per 8 km nell'entroterra.

### Le perdite navali tra il 3 e il 13 gennaio 1945

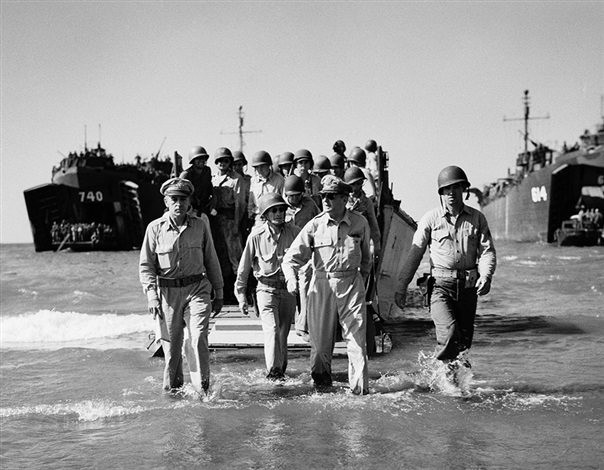
Il general Douglas MacArthur mentre sbarca nella spiaggia designata "Blue Beach", Dagupan, 1945

Durante il periodo dal 13 dicembre 1944 al 13 gennaio 1945, incluso quindi anche l'ingresso della flotta alleata nell'arcipelago delle Filippine, dalle azioni nel golfo di Leyte fino a quelle nel golfo Lingayen, passando per le isole Mindoro e Marinduque, un totale di 24 navi furono affondate e 67 rimasero danneggiate dai kamikaze. Tra le navi perse nel periodo dal 3 all'11 gennaio sono incluse le navi da battaglia USS Mississippi, USS New Mexico e USS Colorado, quest'ultima anche colpita accidentalmente da fuoco amico, l'incrociatore pesante HMAS Australia, l'incrociatore leggero USS Columbia e i cacciatorpediniere dragamine USS Long e USS Hovey.
Il generale MacArthur, nelle prime fasi dell'operazione, rimase a bordo dell'incrociatore leggero USS Boise. Il 5 gennaio, un mini sottomarino giapponese sparò due siluri contro il Boise ma l'incrociatore attuò delle manovre evasive per evitare di essere colpito. Il 7 gennaio, un aeroplano giapponese sganciò una bomba mancando di poco l'incrociatore. Per tutto il tempo, il Boise usò i propri cannoni contraerei contro i kamikaze e fu testimone di diverse navi vicine che furono colpite dai giapponesi.

#### L'affondamento della USSOmmaney Bay

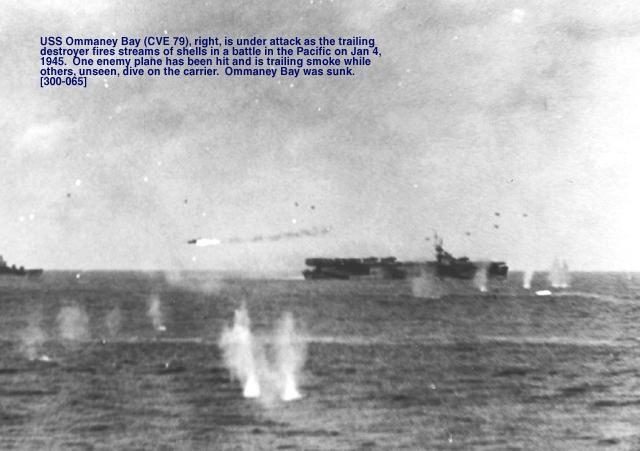
La Ommaney Bay attaccata da un kamikaze che la manca, 3 gennaio 1945

Il 3 gennaio 1945, la USS Ommaney Bay, una portaerei di scorta, venne gravemente danneggiata da un Yokosuka P1Y kamikaze. Alle 17:12, lo Yokosuka superò lo schermo difensivo dei cacciatorpediniere senza essere avvistato e puntò direttamente sulla prua della Ommaney Bay. Il capitano della portaerei, Young, in seguito, riferì che l'avvicinamento del kamikaze venne facilitato dal bagliore accecante del Sole. Young, consapevole del pericolo dei kamikaze, aveva posizionato diversi uomini di guardia sul ponte. Tuttavia, l'assenza di segnali radar, problema comune e presente durante tutta la battaglia, convinse la task force che gli aerei giapponesi si fossero ritirati e lo Yokosuka colse tutti di sorpresa. La USS New Mexico fu in grado di rispondere solo con fuoco contraereo inaccurato, mentre la Ommaney Bay non ebbe neanche il tempo di reagire.
L'aereo tranciò la sovrastruttura con l'ala, facendola crollare sul ponte di volo, virando poi verso il ponte stesso sul lato anteriore di dritta, rilasciando le due bombe, di cui una penetrò all'interno dell'hangar dove scatenò una serie di esplosioni tra gli aerei pieni di carburante. La seconda bomba danneggiò il sistema antincendio facendo crollare la pressione dell'acqua, rendendo più difficile la lotta contro il fuoco. Le fiamme, le esplosioni, il calore intenso e l'oscurità dovuta al fumo forzarono l'abbandono nave e il conseguente affondamento della portaerei con un siluro, in tarda giornata. Il colpo inflitto dal kamikaze rappresentò la più grande perdita di vite umane per una singola nave con 93 morti e 65 feriti. 19 caccia Grumman FM-2 Wildcat e 10 aerosiluranti Grumman TBM Avenger affondarono con la Ommaney Bay. Nessuno dei suoi aerei riuscì a decollare prima dell'attacco.

#### L'attacco alla USSManila Bay
Lo storico Samuel Eliot Morison afferma che nel tardo pomeriggio del 5 gennaio, tra le 16:51 e le 17:50, 16 aerei kamikaze e 4 aerei di scorta colpirono la USS Helm, la HMAS Arunta, la USS Louisville, la HMAS Australia, la USS Manila Bay e la USS Savo Island, dopo essere decollati alle 15:57 dal campo d'aviazione di Mabalacat, in precedenza noto come Clark Air Base, a nord di Manila. Gli attacchi ebbero luogo a ovest di Luzon, circa 150 km al largo di Corregidor. La vicinanza del campo d'aviazione alle navi alleate e l'addestramento ricevuto dagli equipaggi aerei aumentarono l'efficacia degli attacchi kamikaze.
Appena prima delle 17:50 del 5 gennaio, due kamikaze si lanciarono sulla Manila Bay da babordo. Il primo velivolo centrò il ponte di decollo a dritta, a poppavia del ponte, causando un incendio nel ponte di decollo e nell'hangar, distruggendo inoltre la trasmittente radio. Il secondo aereo mancò di poco la torre di plancia, vicino al fianco di dritta, e finì in mare oltre la prua. 8 aerosiluranti Avenger e un caccia Wildcat rimasero distrutti nell'attacco kamikaze.
Le squadre antincendio prontamente misero le fiamme sotto controllo e, in ventiquattro ore, la nave recuperò limitate capacità di decollo e appontaggio. La maggior parte dei sistemi elettrici e delle comunicazioni furono riparati entro il 9 gennaio, quando l'invasione anfibia era in corso.
La USS Manila Bay ebbe 14 morti e 52 feriti, ma il 10 gennaio riprese appieno le operazioni di supporto alle operazioni nel golfo. In aggiunta a fornire copertura aerea per la task force, i suoi aerei compirono 104 missioni contro obiettivi nell'area ovest di Luzon.

#### L'HMASAustraliaviene colpita cinque volte

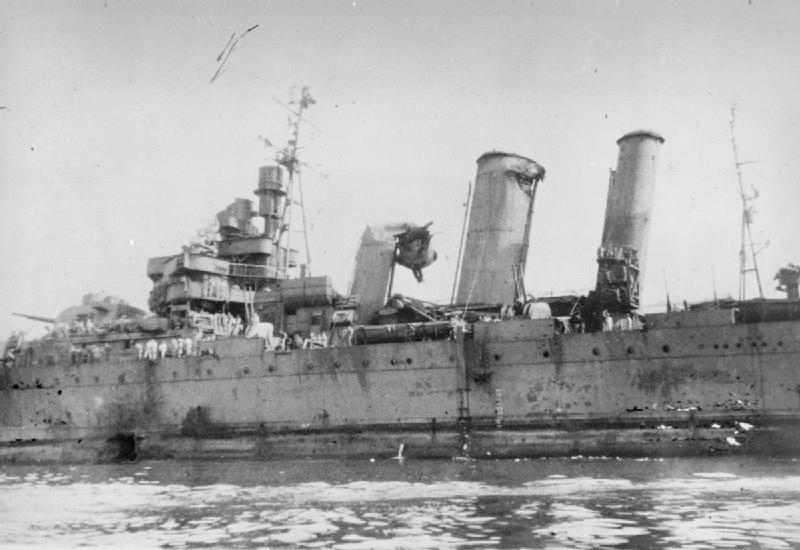
La HMAS Australia, gennaio 1945, con i danni dei kamikaze visibili

L'incrociatore pesante HMAS Australia fu l'unica nave colpita cinque volte, sebbene le considerevoli perdite di 44 morti e 72 feriti furono il risultato dei primi due attacchi, di cui il secondo causò gravi danni. Mentre si trovava a 80 km dalla baia di Manila, in avvicinamento al golfo di Lingayen per dare fuoco di supporto agli sbarchi presso San Fabian, la Australia fu colpita a mezzanave sul lato di babordo, alle 17:35 del 5 gennaio. I morti furono tra i 25 e 30 e tra i 30 e i 46 feriti, la maggior parte dei quali erano cannonieri e addetti alla contraerea sul lato colpito. Tuttavia, i danni alla nave non erano abbastanza gravi da farla ripiegare, così proseguì con le operazioni. La nave raggiunse il golfo il 6 gennaio e, alle 11:00, cominciò il bombardamento pre-sbarco.
Mentre operava nel golfo, un secondo kamikaze colpì l'incrociatore alle ore 17:34 del 6 gennaio tra i cannoni da 4 pollici di dritta, uccidendo 14 uomini e ferendone altri 26. Le vittime, di nuovo, erano principalmente addetti ai cannoni e, da ora in avanti, ci sarebbe stato sufficiente personale per maneggiare un solo cannone da 4 pollici per ogni lato dell'incrociatore. Un altro aereo tentò di colpire alle 18:28, venendo però abbattuto dalla Columbia.
L'8 gennaio, la Australia subì due attacchi kamikaze in rapida successione: alle 07:20, un bombardiere bimotore colpì l'acqua a poco meno di venti metri dall'incrociatore, slittando e finendo contro il fianco sinistro della nave; poco dopo, alle 07:39, un secondo aereo fu abbattuto poco prima che colpisse il lato sinistro all'altezza dell'acqua. Una bomba trasportata da quest'ultimo aprì un foro di qualche metro di diametro nello scafo, causando un allagamento che inclinò di cinque gradi la nave. Tuttavia, nonostante l'esplosione e i molti detriti e frammenti legati allo scoppio, non vi furono vittime ma solo alcuni marinai in stato di shock. La Australia poté comunque proseguire con i suoi compiti e completare il bombardamento assegnatole per quella giornata.
Infine, alle ore 13:11 del 9 gennaio, il quinto e ultimo aereo suicida colpì la Australia. L'aeroplano intendeva probabilmente colpire la plancia di comando dell'incrociatore, ma finì su un montante dell'albero e sull'imbuto di scarico anteriore, cadendo poi in mare. Non vi furono vittime, ma i sistemi di scarico, radar e delle comunicazioni rimasero danneggiati, obbligando l'incrociatore a ritirarsi per ricevere le dovute riparazioni.

#### La perdita della USSBrookse della USSLong

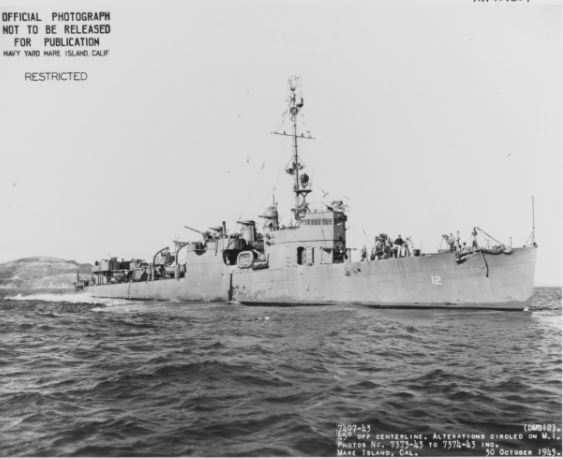
La Long, ponte di dritta al centro, 30 ottobre 1943

Lasciata l'isola di Manus in Nuova Guinea a fine dicembre 1944, mentre scortava il convoglio diretto a Leyte, la USS Hovey e le navi dello Squadrone Mine 2 furono spostati dal loro incarico il 2 gennaio 1945 e dirottati verso il golfo di Lingayen, dove fu ordinato loro di ripulire i "canali" per i mezzi anfibi diretti su Luzon. La Hovey e le sue sorelle affrontarono così giorni interi di ripetuti e massicci attacchi aerei da parte di velivoli kamikaze.
Durante le operazioni, il 6 gennaio, diversi kamikaze attaccarono la formazione della Hovey, danneggiando gravemente il cacciatorpediniere di scorta Brooks alle 12:52, poco dopo aver colpito la nave sorella della Hovey, la USS Long, alle 12:15. La Hovey prese una parte dei sopravvissuti della Brooks recuperati a loro volta dalla HMAS Warramunga, dopo che la Brooks stessa fu abbandonata a causa delle fiamme. Circa alle 12:15, prima che a bordo della Brooks fosse dato l'abbandono nave, la Hovey virò per assistere la Long. Quest'ultima era stata colpita da un caccia Zero kamikaze a babordo, sotto la plancia, appena sopra la linea dell'acqua. Ben presto, l'intera plancia e il ponte coperto andarono in fiamme e, temendo un'esplosione delle munizioni nel magazzino di prua, il capitano Stanley Caplan ordinò di abbandonare la nave. A causa dell'incendio e dei continui attacchi aerei, la Hovey non poté avvicinarsi rapidamente ai sopravvissuti ma impiegò un'ora a recuperarli.
Dopo che un secondo kamikaze colpì vicino alla plancia nel tardo 6 gennaio, spezzandone la poppa, la Long infine affondò la mattina del 7 gennaio, a circa 15 km a nord delle spiagge di Lingayen (6°12'N, 120°11'E). Completato lo sminamento a fine giornata, la Hovey si ritirò nell'oscurità con il resto della sua Divisione navale al largo del golfo.
Alle 03:45 del 7 gennaio, la Hovey, agli ordini del comandante W. R. Loud, con il suo carico di sopravvissuti della Long e della Brooks ancora a bordo, fu posizionata, con il resto del gruppo di dragamine, a nordest del golfo, presso Capo Balinao. In rotta di fronte a sé, vi erano i cacciatorpediniere di scorta Barton, Walke, Radford e Leutze, il cui compito era di fornire supporto contro le batterie costiere, incluse quelle poste nei pressi di Capo Balinao, se ne fosse stato necessario.

#### L'affondamento della USSHovey

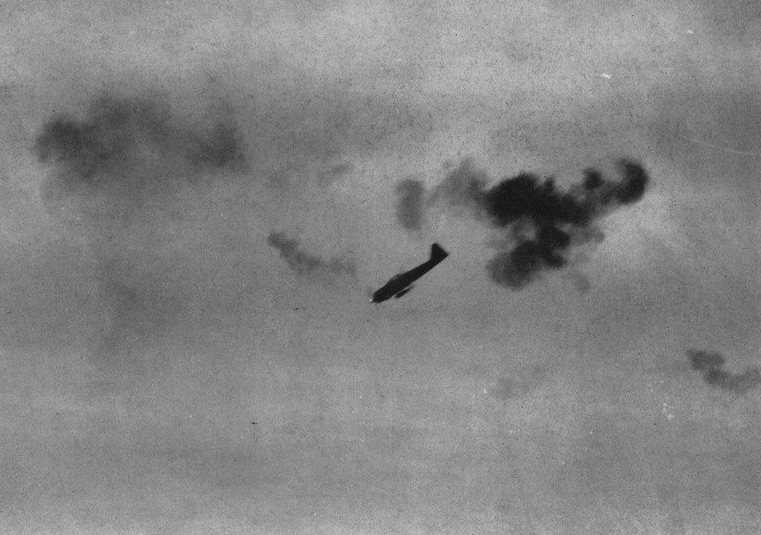
Un kamikaze A6M Zero in picchiata con il cielo coperto, Filippine, 1945

Agendo da nave ammiraglia, la Hovey prese la guida della sua formazione e cominciò le operazioni di sminamento poco dopo le ore 04:00. Dopo appena mezzora, il radar rilevò aerei giapponesi in avvicinamento, così l'equipaggio della Hovey nuovamente mise al sicuro la strumentazione per lo sminamento ed equipaggiò i cannoni contraerei. Avvistati due velivoli giapponesi, di cui uno era un aerosilurante, in volo appena sopra il pelo dell'acqua nella debole luce dell'alba alle 04:50, i cannonieri aprirono il fuoco su di essi. Il secondo aereo fu colpito dalla USS Chandler quando era vicino al fianco sinistro della Hovey, finendo in acqua sul lato di dritta. Probabilmente l'aereo era stato colpito anche dalla Hovey stessa. Nello stesso momento, il siluro sganciato dall'aerosilurante centrò la chiglia della dragamine e la forza dell'esplosione uccise la maggior parte degli uomini nella sala macchine di poppa, interrompendo l'energia elettrica e le comunicazioni in quasi tutta la nave. In pochi secondi, la mezzanave fu gravemente inondata e in meno di un'ora ciò l'avrebbe spezzata a metà affondandola.

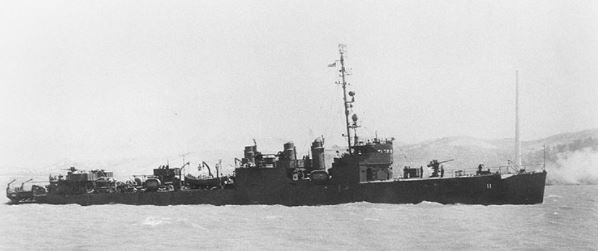
La dragamine USS Hovey, maggio 1943

A due minuti dall'impatto con il siluro, la sezione di prua della Hovey era inclinata di 90 gradi mentre gli uomini al suo interno si apprestavano ad abbandonare il vascello in affondamento. La poppa della Hovey rimase stabile mentre lentamente veniva sommersa, permettendo alla maggior parte dell'equipaggio di essere salvato prima dell'affondamento, avvenuto alle 04:55 del 7 gennaio 1945. La Hovey portò con sé tuttavia 24 uomini del suo equipaggio e altri 24 delle navi sorelle Long e Brooks. Affondò grosso modo a circa 30 km a nord della base del golfo (16°20'N, 120°10'E) ad una profondità di circa 100 metri. La USS Chandler subito si avvicinò per recuperare i sopravvissuti, un totale di 229 uomini. Di questi, circa la metà appartenevano all'equipaggio della Long.

#### Gli attacchi alla USSNew Mexico, alla USSCaliforniae alla USSLouisville

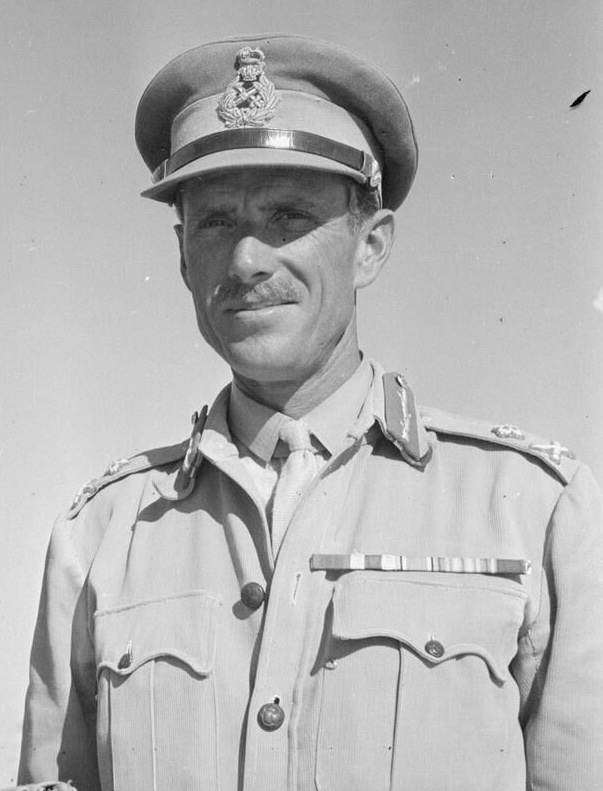
I generale britannico Herbert Lumsden

Alle ore 11:59 del 6 gennaio 1945, il tenente generale Herbert Lumsden rimase ucciso quando un aereo kamikaze colpì la plancia della nave da battaglia USS New Mexico. Lumsden fu l'ufficiale di più alto grado del Esercito britannico morto durante la seconda guerra mondiale. La sua presenza nell'area delle Filippine era dovuta al suo incarico come collegamento personale tra Winston Churchill e il generale Douglas MacArthur. Con Lumsden perirono il comandante della nave, il capitano Robert Fleming, e altri 30 uomini mentre in 87 rimasero feriti. Il retroammiraglio George Weyler, comandante della forza di supporto a San Fabian e in precedenza comandante della flotta di navi da battaglia nella battaglia del Golfo di Leyte, e l'ammiraglio britannico sir Bruce Fraser, comandante della British Pacific Fleet, erano anch'essi nella plancia di comando, ma si trovavano sul lato di dritta e rimasero illesi.

Poco dopo le 17:15 dello stesso giorno, due Zero kamikaze si avvicinarono alla USS California. I suoi cannonieri ne abbatterono uno, ma l'altro centrò il lato sinistro della nave, all'altezza dell'albero maestro. Le taniche di carburante persero gasolio, scatenando un incendio, mentre un proiettile da 5 pollici proveniente da un'altra nave accidentalmente colpì uno dei suoi cannoni facendone esplodere la torretta e causando un altro incendio. Le fiamme furono spente in fretta, ma nonostante ciò causarono gravi perdite: 44 morti e 155 feriti.

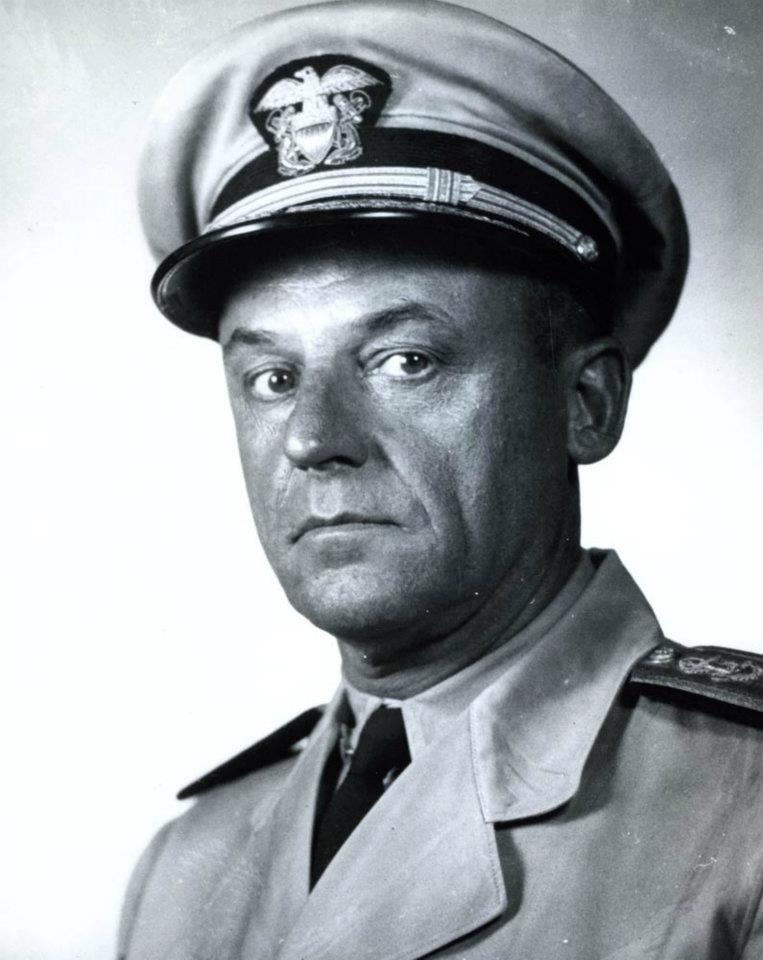
L'amdmiraglio Theodore Chandler

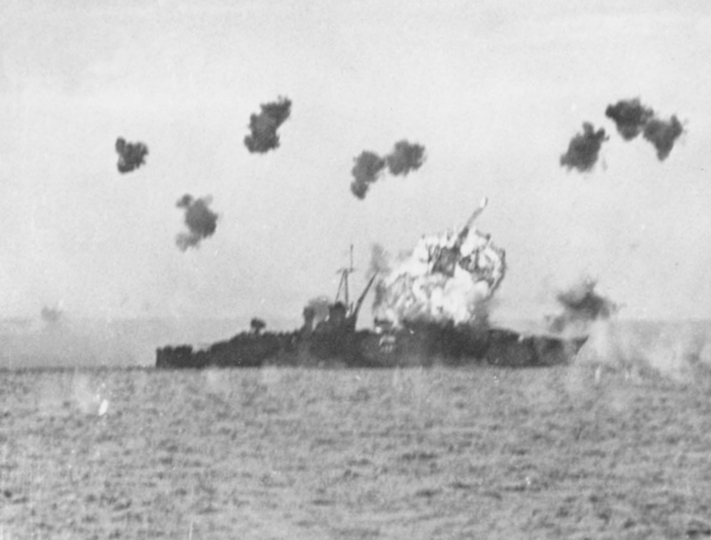
La USS Louisville sotto attacco, 6 gennaio 1945

Il retroammiraglio Theodore E. Chandler, comandante della Divisione Cacciatorpediniere 4, morì per le ferite riportate il 7 gennaio 1945, il giorno dopo che la plancia di comando dell'incrociatore pesante USS Louisville, da dove stava dirigendo le operazioni, fosse colpita da una devastante esplosione causata da un kamikaze, dopo aver subito ferite lievi in un altro attacco il giorno precedente. L'ammiraglio Chandler ricevette postumo la Croce della Marina per il suo lavoro svolto a bordo dell'incrociatore. Chandler fu l'ufficiale di più alto grado della Marina statunitense a morire in azione nella seconda guerra mondiale.
La USS Chandler, un vecchio cacciatorpediniere dragamine di classe Clemson nominata in onore del nonno dell'ammiraglio, il Segretario della Marina William Eaton Chandler, recuperò 229 sopravvissuti dal cacciatorpediniere dragamine Hovey, dopo che quest'ultimo venne affondato da un siluro circa alle 04:30 del 7 gennaio 1945. L'ammiraglio Chandler stesso servì a bordo della Chandler in uno dei suoi primi incarichi.

#### L'attacco alla USSMississippie alla USSBelknap

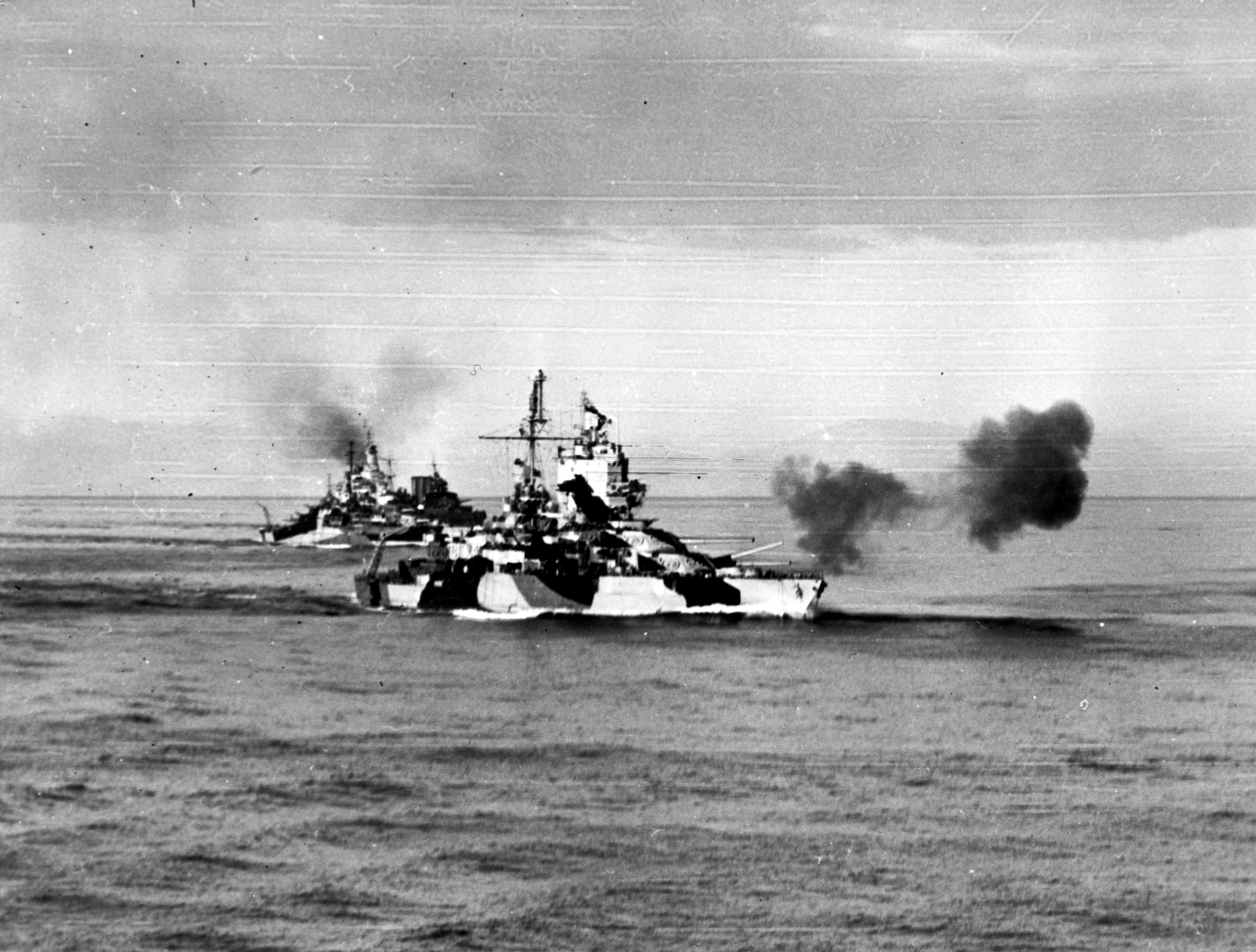
La USS Mississippi in fase di supporto agli sbarchi nel golfo di Lingayen

La nave da battaglia Mississippi cominciò a bombardare l'isola di Luzon il 6 gennaio 1945. Durante le operazioni, il 9 gennaio alle ore 13:02, un kamikaze giapponese colpì la nave, la quale riuscì a continuare il bombardamento delle difese nipponiche fino al 10 febbraio, quando ripiegò alle Hawaii per ricevere delle riparazioni. L'aereo kamikaze colpì la Mississippi sul lato sinistro sotto il livello del ponte di comando, finendo su un cannone contraereo e ribaltandosi di lato. Rimasero uccisi 23 uomini e 63 furono i feriti, consegnando alla corazzata il tasso di vittime maggiore di tutti gli attacchi.
Alle ore 07:53 dell'11 gennaio, il cacciatorpediniere di classe Clemson, lo USS Belknap, fu costretto a puntare tutti i suoi cannoni contro un kamikaze giapponese, il quale riuscì però a distruggere la batteria elettrica numero due, quasi disabilitando i motori della nave e causando la morte di 38 persone e il ferimento di altri 49. Tra questi vi erano anche i membri della Squadra di Demolizione Subacquea n.º 9, che subì la perdita di un ufficiale e altri 7 uomini, oltre a 3 dispersi e 13 feriti. In precedenza, tra il 3 e l'11 gennaio, la Belknap aveva operato bombardando le coste ed eseguendo ricognizioni nell'area degli sbarchi.

#### Il danneggiamento dei mercantili e della USSSalamaua
Una delle peggiori perdite di vite umane umane la subì il vascello della marina mercantile SS Kyle V. Johnson alle ore 18:30 del 12 gennaio, quando un kamikaze, in un gruppo di sei velivoli giapponesi, la colpì scatenando un incendio che uccise 120 uomini. Due di questi velivoli si schiantarono vicino alla SS David Dudley Field, causando lievi danni al motore, mentre la Edward N. Wescott fu danneggiata sensibilmente da alcuni detriti, i quali ferirono 6 marinai mercantili e 7 del proprio equipaggio di guardia armata. Con pochi aerei rimasti sull'isola di Luzon, i kamikaze puntarono sul causare vittime di opportunità, ossia le lenti navi cargo, le quali ovviamente avevano scarse difese aeree rispetto a navi da battaglia e incrociatori, i bersagli grossi, e che in un certo senso erano limitati nella loro manovrabilità per via della loro stazza, del peso e delle condizioni atmosferiche nel golfo.
Alle ore 08:58 del 13 gennaio, la portaerei di scorta USS Salamaua fu colpita da un kamikaze non identificato che si lanciò in picchiata quasi verticalmente e ad una velocità che non diede tempo ai cannonieri della portaerei di rispondere. Il velivolo, che si conficcò nel ponte di volo, portava una bomba da 250 km sotto ciascuna ala. Una di queste esplose causando un incendio sul ponte di volo, nell'hangar e in altre aree. La seconda bomba non detonò ma penetrò nel lato di dritta fino alla linea di galleggiamento. La nave perse le comunicazioni e il timone, 15 uomini rimasero uccisi e 88 feriti. Due caccia Grumman FM-2 e un aerosilurante Grumman TBM furono distrutti dall'attacco. Il motore di tribordo andò perduto e la sala macchine di poppa si allagò mentre la contraerea riusciva a far schiantare in acqua due kamikaze in dieci minuti. Effettuate delle rapide riparazioni, la nave riuscì a lasciare il golfo con le sue forze, scortata da due cacciatorpediniere, e a fare ritorno a Leyte. La Salamaua fu l'ultima nave ad essere colpita da aerei kamikaze durante le operazioni nel golfo di Lingayen. Dopo il 12 gennaio, infatti, i giapponesi non avevano più aerei a disposizione nelle Filippine per questo tipo di attacchi. Solo 47 velivoli giapponesi riuscirono a lasciare l'arcipelago e si ritiene che, dal 15 di gennaio, solo 10 aerei fossero presenti su tutta Luzon.

## Conseguenze
Nonostante il successo nel respingere le forze giapponesi nell'area degli sbarchi, gli statunitensi e i loro alleati australiani subirono perdite relativamente pesanti, in particolar modo ai loro convogli soggetti ad attacchi kamikaze. Anche se il numero di vittime statunitensi non fu il più alto di sempre, la seguente battaglia di Luzon fu la battaglia con il maggior numero di vittime nette che le forze statunitense abbia subito nella seconda guerra mondiale, con 192 000 combattenti morti a confronto dei 217 000 giapponesi, anche se alcune fonti citano perdite fino a 380 000 per l'intero conflitto, incluse vittime non combattenti per lo più morti di fame e malattia. La 6ª Armata ebbe 8 000 morti; in tutto il conflitto furono circa 10 000. Contando anche i decessi per malattia e a seguito di ferite, il totale raggiunge circa i 93 400 morti. Inoltre, a questo numero di perdite, vanno aggiunti gli oltre 150 000 filippini morti, molti dei quali nella battaglia per Manila, considerando anche l'enorme numero di civili uccisi dai giapponesi nel massacro di Manila del febbraio 1945.

## Commemorazione
Il 9 gennaio 2008, il governatore Amado Espino, Jr e il vice governatore Marlyn Primicias-Agabas istituirono una commemorazione in onore dei veterani che parteciparono allo sbarco. Il 9 gennaio divenne il Pangasinan Veterans' Day.
Nel 63º anniversario dell'invasione, il presidente delle Filippine Fidel Valdez Ramos fece appello allora Presidente degli Stati Uniti George W. Bush, in nome dei 24 000 veterani ancora in vita, di far passare due proposte di legge, depositate alla Camera dei rappresentanti dal 1968. La Filipino Veterans' Equity Act e la Filipino Veterans' Equity furono infine approvate col sostegno formale del senatore Daniel Inouye.